# آنا رايس
آنا رايس (بالإنجليزية: Anna Rice) هي لاعبة كرة الريشة كندية، ولدت في 19 أغسطس 1980 في شمال فانكوفر ‏ في كندا.

## وصلات خارجية
- الموقع الرسمي
- آنا رايس على موقع BWF.tournamentsoftware.com (الإنجليزية)
- آنا رايس على موقع BWFbadminton.com (الإنجليزية)
- آنا رايس على موقع اللجنة الأولمبية الدولية (الإنجليزية)
- آنا رايس على موقع أوليمبيديا (الإنجليزية)
- آنا رايس على موقع اللجنة الأولمبية الكندية (الإنجليزية)
- آنا رايس على موقع اتحاد ألعاب الكومنولث (مؤرشف) (الإنجليزية)
- آنا رايس على موقع دورة ألعاب الكومنولث 2006 (مؤرشف) (الإنجليزية)